# Słowiki-Folwark
Słowiki-Folwark – wieś sołecka w Polsce, położona w województwie mazowieckim, w powiecie kozienickim, w gminie Sieciechów.
W latach 1975–1998 Słowiki-Folwark administracyjnie należały do województwa radomskiego.